# Buenas tardes (TVE)
Buenas tardes va ser un programa de televisió en espanyol emès per La Primera de Televisió Espanyola entre 1970 i 1974. Es tractava d'un espai magazine, d'una hora de durada, emès en horari vespertí de dilluns a divendres. Al programa, hi tenien cabuda entrevistes, humor, música i diferents seccions dedicades a l'actualitat, notícies, art, cultura, motor, o toros.

## L'equip
Va estar presentat, successivament per:
- Tico Medina (1970-1971).
- Raúl Matas (1971-1973).[2]
- Santiago Vázquez (1973-1974).[3][4]

Entre els col·laboradors que van passar pel programa en algun moment al llarg dels seus anys d'emissió, presentant les seves diferents seccions, figuren:
- Juan Erasmo Mochi, Conchita Montes, Rafael Escamilla (Motor).
- Clara Isabel Francia, Mariví Romero (Toros).
- Alfonso Sánchez (Cinema)
- Rosa María Mateo Isasi (Col·laboradora general).[5][6]